# Cyklotonka oceaniczna
Cyklotonka oceaniczna (Cyclothone microdon) – gatunek głębinowej ryby z rodziny gonostowatych (Gonostomatidae).

## Występowanie
Występuje we wszystkich oceanach, na głębokościach 200–5300 m p.p.m.

## Odżywianie
Odżywia się widłonogami.